# إيان هاميلتون (لاعب كرة قدم)
إيان هاميلتون (بالإنجليزية: Ian Hamilton)‏ هو لاعب كرة قدم بريطاني في مركز الوسط، ولد في 14 ديسمبر 1967 في ستيفينيدج ‏ في المملكة المتحدة. لعب مع سكونثورب يونايتد وشيفيلد يونايتد وغريمسبي تاون وكامبريدج يونايتد ونادي ساوثهامبتون ونادي لينكولن سيتي ونادي وكينغ ونوتس كاونتي ووست بروميتش ألبيون.

## وصلات خارجية
- إيان هاميلتون على موقع قاعدة بيانات كرة القدم.إي يو (الإنجليزية)
- إيان هاميلتون على موقع Soccerbase.com (لاعب) (الإنجليزية)